# Ednaldo Rodrigues
Ednaldo Rodrigues Gomes (Vitória da Conquista, 27 de janeiro de 1954) é um dirigente esportivo, contador e político brasileiro. Assumiu a presidência da Confederação Brasileira de Futebol (CBF) em 2021, após o afastamento de Rogério Caboclo, e permaneceu no cargo até 2025, quando também foi destituído.

## Biografia
Ednaldo, que atuou como jogador de futebol amador nas décadas de 1970 e 1980, formou-se em Ciências Contábeis em 1991 pela Faculdade Visconde de Cairu, em Salvador. Em seguida, fez cursos de Auditoria Financeira, pela Faculdade Visconde de Cairu, e Gestão Administrativa, pela Fundação Getulio Vargas. Foi presidente da Liga Conquistense de Desportes Terrestres e diretor do Departamento do Interior da Federação Bahiana de Futebol (FBF) entre 1992 e 2000. Em seguida foi eleito presidente da Federação Bahiana de Futebol e reeleito mais três vezes entre 2001 e 2018. Trabalhou também como vice-presidente da Confederação Brasileira de Futebol (CBF) de 2018 a 2021.
Foi presidente interino da CBF entre 2021 e 2022. Em 23 de março de 2022, Ednaldo Rodrigues foi eleito presidente da Confederação Brasileira de Futebol, sendo o primeiro presidente de origem indígena e também o primeiro nordestino a ocupar o cargo.
Durante seu mandato, reconheceu um pedido do Clube Atlético Mineiro em agosto de 2023, oficializando o Torneio dos Campeões de 1937, vencido pelo time belo-horizontino, como a primeira edição do Campeonato Brasileiro.
Após suspeitas de irregularidades na eleição em que venceu, o dirigente foi deposto do cargo no dia 7 de dezembro de 2023. Pouco menos de um mês depois, Ednaldo foi reconduzido ao cargo em 4 de janeiro de 2024, pelo ministro Gilmar Mendes, do Supremo Tribunal Federal.
No dia 15 de maio de 2025, Ednaldo Rodrigues foi novamente afastado do cargo de presidente da CBF, nesta ocasião pelo Tribunal de Justiça do Estado do Rio de Janeiro. A decisão foi do desembargador Gabriel Zefiro.

## Controvérsias

### Denúncia da revista Piauí
Em abril de 2025, a revista Piauí fez uma série de denúncias sobre a gestão de Ednaldo na CBF. Críticos compararam seu estilo de administração a um regime fechado, citando demissões de funcionários que se opuseram a suas decisões, como a saída do técnico Tite após a Copa de 2022, e a imposição de mudanças sem consulta, incluindo a contratação de estrangeiros para cargos-chave. Além disso, relatos de assédio moral e um clima de intimidação dentro da entidade levantam preocupações sobre o respeito a princípios democráticos.
Outro ponto polêmico é a relação próxima da CBF com o governo federal, especialmente durante o mandato de Lula, incluindo a indicação política do então ministro do Esporte, André Fufuca, e alegações de que o ex-jogador Romário teria sido pressionado a se filiar ao Partido Liberal (PL) em troca de apoio à sua candidatura ao Senado.

### Acusação de censura
No dia 7 de abril de 2025, no programa Linha de Passe, da ESPN, os jornalistas Dimas Coppede, Gian Oddi, Paulo Calçade, Pedro Ivo Almeida, Victor Birner e William Tavares criticaram a gestão de Ednaldo na CBF, após comentarem sobre a série de denúncias publicada pela Revista Piauí. Após esse episódio, os jornalistas foram afastados pela ESPN, que foi criticada por ser supostamente submissa de Ednaldo. O caso, também, foi julgado pela mídia como um ato de censura, pela falta de liberdade de expressão. Além do programa Linha de Passe, Ednaldo também foi criticado por Galvão Bueno, em seu programa na Band. O icônico narrador inclusive fez um pedido ao Ministério Público: "O Ministério Público tem a obrigação de abrir investigação sobre isso. Ministério Público, por favor, em nome do futebol brasileiro!".